# Stade français-Red Star
Pour les articles homonymes, voir Stade français (homonymie) et Étoile rouge.
Le Stade français-Red Star est une équipe de football française fondée en 1948 à la suite de la fusion des équipes professionnelles des clubs parisiens du Stade français et du Red Star Olympique Audonien. La collaboration ne dure que deux saisons et prend fin en 1950. Le Stade français reprend l'équipe professionnelle, tandis que le Red Star se voit refuser de réintégrer une équipe professionnelle.
L'équipe jouait en bleu, blanc, rouge. Le joueur le plus capé et le meilleur buteur en championnat est l'ailier droit Georges Sesia.

## Historique
En 1948, le Red Star termine 18e et dernier de D1. Pour éviter la relégation, le Red Star est tenté par une fusion avec le Stade français. Des pourparlers sont entrepris par les deux clubs le 10 mars 1948. Les dirigeants se mettent d’accord pour ne faire fusionner que les sections professionnelles. Cette fusion est confirmée lors de l’assemblée générale du Red Star le 15 avril 1948. Le résultat du vote est de 99 voix pour la fusion, 92 contre et 366 abstentions. 
Le Stade français-Red Star, entraîné par André Riou, termine 10e de la D1 lors de la saison 1948-1949. Le club effectue cette saison-là un beau parcours en coupe de France en atteignant les demi-finales. La saison 1949-1950 voit le club terminer 16e sur 18 et être éliminé en seizièmes de finale de la coupe de France. À l’issue de cette saison, les deux clubs se séparent. Toutefois, le Groupement des clubs autorisés refusa de réintégrer le Red Star en D2. Le Red Star attendra finalement la saison 1952-1953 pour être réintégré en D2. Le Stade français, de son côté, terminera 18e lors de la saison 1950-1951 et sera relégué en D2. Il remontera dès la saison suivante en remportant le titre.

## Entraîneurs
- 1948-décembre 1949 :  André Riou
- Décembre 1949-1950 :  Jacques Drugeon

## Historique en D1
| Saison  | Div. | Class. | M.J. | Vic. | Nuls | Déf. | B.P. | B.C. | Dif. | Moy. Spec. | Coupe de France |
| 1948-49 | D1   | 10e    | 34   | 12   | 7    | 15   | 61   | 78   | -17  | 16 160     | 1/2 f.          |
| 1949-50 | D1   | 16e    | 34   | 9    | 8    | 17   | 51   | 71   | -20  | 13 262     | 1/16e f.        |

## Joueurs en équipe de France
| Nom             | De   | À    | Sél. |
| --------------- | ---- | ---- | ---- |
| Louis Hon       | 1948 | 1949 |      |
| André Grillon   | 1949 | 1949 |      |
| Jean Grégoire   | 1949 | 1950 |      |
| Henri Arnaudeau | 1950 | 1950 |      |
| Pierre Ranzoni  | 1949 | 1949 |      |

## Source
- Coll., Dictionnaire historique des clubs de football français, St-Maur, Pages de Foot, tome 2, 1999.  (ISBN 2-913146-02-3)